# Gevelkachel
Een gevelkachel is een gaskachel die gewoonlijk gebruikt wordt voor lokale verwarming in nevenvertrekken.
De gevelkachel vond zijn toepassing in woningen waarin oorspronkelijk slechts één kachel aanwezig was, namelijk een kolenkachel of oliekachel die het hoofdvertrek verwarmde. Toen gedurende de tweede helft van de 20e eeuw allengs meer woningen gereedkwamen die gebruik maakten van collectieve verwarming dan wel individuele centrale verwarming, werd het min of meer gebruikelijk dat meerdere, zo niet alle vertrekken verwarmd konden worden.
In bestaande woningen was het onmogelijk om meerdere kachels te plaatsen, terwijl oliestook en vooral de komst van het aardgas de bediening van meerdere kachels mogelijk maakten. Er diende echter voor elke kachel een rookafvoerkanaal naar de schoorsteen te zijn, en daarin voorzagen de bestaande woningen niet. De gasgestookte gevelkachel had echter geen schoorsteen nodig. De voornamelijk uit waterdamp en kooldioxide bestaande rookgassen konden eenvoudigweg door een gat in de buitenmuur worden afgevoerd, terwijl de verbrandingslucht eveneens werd aangevoerd vanuit de buitenlucht. Een schoorsteen met trek was niet nodig en de vuurhaard stond niet in verbinding met het binnenmilieu, waardoor een veilige werking was gegarandeerd.
Lokale verwarming met een gashaard en gevelkachels was aldus een tussenstap tussen de lokale verwarming van één vertrek en de individuele centrale verwarming.